# Îles-de-la-Madeleine Airport
Îles-de-la-Madeleine Airport (franska: Aéroport des Îles-de-la-Madeleine) är en flygplats i Kanada.   Den ligger i regionen Gaspésie–Îles-de-la-Madeleine och provinsen Québec, i den östra delen av landet, 1 100 km öster om huvudstaden Ottawa. Îles-de-la-Madeleine Airport ligger 10 meter över havet. Den ligger på ön Île du Havre aux Maisons.
Terrängen runt Îles-de-la-Madeleine Airport är platt.Trakten är glest befolkad. Närmaste större samhälle är Cap-aux-Meules, 7,7 km sydväst om Îles-de-la-Madeleine Airport. 